# Kily González
Cristian Alberto González Perret (Rosario, Argentina, 4 de agosto de 1974), más conocido como Kily González, es un exfutbolista y entrenador argentino que ocupaba la demarcación de interior o volante izquierdo. Actualmente dirige a Platense de la Primera División de Argentina.

## Trayectoria

### Como futbolista

#### Rosario Central y Boca Juniors (1993-1996)
Debutó en primera división el 18 de diciembre de 1993, con la camiseta de Rosario Central, en la derrota por 2 a 0 ante Gimnasia y Esgrima de La Plata por la fecha 15 del Torneo Apertura de ese año.
A mediados de 1995 fue pretendido por el Real Madrid pero prefirió continuar su carrera en Boca Juniors por pedido de Diego Maradona.

#### Diez años en Europa (1996-2006)
En 1996 fue transferido al Real Zaragoza de la liga española.Luego de tres temporadas pasó al Valencia, donde no solo se hizo dueño del interior izquierdo sino que por su carácter era muy querido por la afición.Sus grandes actuaciones en Champions League elevaron su cartel europeo e hizo que todos los veranos fuera un jugador muy cotizado en el mercado, sobre todo tras la llegada del joven Vicente Rodríguez al primer equipo valencianista, al cual vieron como su sustituto. 
El "Kily" se destacaba comúnmente por un gran desborde y técnica, también por una gran fuerza y entrega, velocidad y precisión en los centros, además de poseer un disparo duro. Eso valió a Mestalla ver goles de bella factura por parte del "Kily". Con el equipo valenciano, ganó la Liga Española de la temporada 2001/2002, tras 31 años sin conseguirlo el club valencianista.
Finalmente, abandonó el club en 2003 al ser superado en los onces titulares por el valenciano Vicente Rodríguez, yéndose con la carta de libertad al Inter de Milán, club con el que ganó dos Copa Italia y el Scudetto de la temporada 2005-06.

#### Regreso a Rosario Central (2006-2009)
Tras su paso por Europa, y su frustración de no ser citado por José Pekerman para la Copa Mundial de Fútbol de 2006, en julio de 2006 se rumoreó sobre una posible vuelta a Boca Juniors después de diez años, pero finalmente volvió al fútbol argentino para fichar por el club de sus amores: Rosario Central.Allí jugó por una temporada pero su continuidad en el club no estaba asegurada. 
Luego de varias peleas con Pablo Scarabino (expresidente de Central, removido del cargo por la Justicia santafesina por graves desmanejos), había decidido dejar el club y buscar de nuevas ofertas.Con la remoción del cargo de Scarabino, el jugador arregló un nuevo vínculo con la institución de Arroyito por un año más.Durante el Clausura 2008 y de la mano de Leonardo Madelón, colaboró para salvar a Central de la Promoción. 
Con la llegada de Gustavo Alfaro como técnico de Central en octubre de 2008, perdió la titularidad en el equipo. En noviembre, tras ingresar en el segundo tiempo en un partido ante Independiente de Avellaneda se lesionó y debió ser operado por rotura de ligamentos de la rodilla derecha.A principios de 2009 el presidente del club, Horacio Usandizaga, quiso rescindirle el contrato pero no pudo hacerlo a causa de la lesión que había sufrido el año anterior.

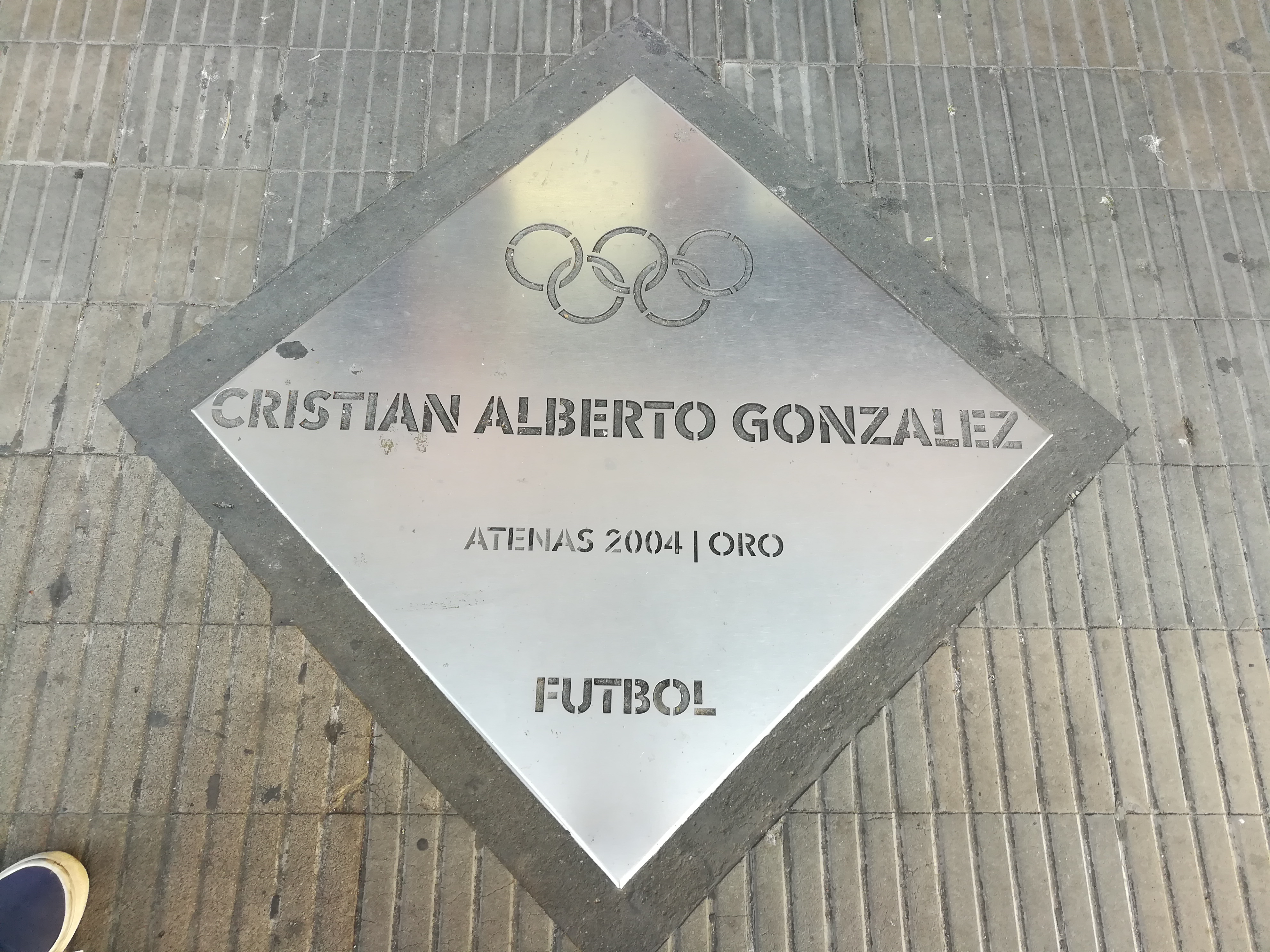
Placa homenaje a González en el Paseo de los Olímpicos de Rosario.

Tras el breve paso de Mostaza Merlo por Central, el Kily volvió a la titularidad (y a la capitanía del equipo) en el empate 1 a 1 ante Gimnasia y Esgrima en La Plata, con Ariel Cuffaro Russo como DT interino, y no solo fue una de las figuras, sino que también fue el autor del gol canalla. Terminando el torneo, con Miguel Ángel Russo como Director Técnico, peleó para evitar el descenso. El equipo debió jugar la promoción con Belgrano de Córdoba venciéndolo por 1 a 0 en condición de visitante y empatando en 1 como local, logrando así mantener la categoría. Al finalizar el torneo la dirigencia decidió no renovarle el contrato.

#### San Lorenzo y segundo regreso a Rosario Central (2009-2010)
Para la temporada 2009-10 firmó para San Lorenzo, a pedido de su amigo y entrenador de ese entonces del equipo: Diego Simeone.Durante el primer semestre de la temporada disputó la Copa Sudamericana y allí marcó su único gol en el club ante Cienciano en el partido de vuelta de octavos de final.
A mediados de 2010, y luego de haberse salvado por poco en las dos temporadas anteriores, Rosario Central descendió a la Primera B Nacional. El 7 de julio,se transformó oficialmente en jugador de ese club por tercera vez.Fue titular durante el primer semestre, tanto con Mostaza Merlo como con el Chulo Rivoira como entrenador. Sin embargo, durante el primer partido del segundo semestre, sufrió una lesión que lo marginó de las canchas por varios meses.

#### Retiro del fútbol profesional (2011)
Con la llegada de Omar Palma como director técnico volvió a tener minutos en la victoria por 3 a 0 ante Ferro. Fue titular el partido siguiente ante Deportivo Merlo, sin embargo no disputó ningún otro partido. No obstante, fue separado del plantel profesional de Rosario Central debido a "motivos futbolísticos" según esgrimió el mánager del club; aunque también se rumoreaba que fue por conductas impropias de un futbolista profesional.A fines de junio de 2011, le rescindieron su vínculo con el club y ponía fin a su carrera futbolística.

#### Posible vuelta al fútbol (2014)
En agosto de 2014 recibió una oferta de Crucero del Norte (que en ese momento se encontraba en la Primera B Nacional) pero finalmente decidió seguir alejado del fútbol, agradeciendo a la dirigencia del club por la oferta.

### Como entrenador

#### Rosario Central
González comenzó dirigiendo a la reserva de Rosario Central en el año 2018, consiguiendo la posición 16 de 26. En su segundo torneo al mando de la reserva "Canalla" consiguió esta vez la posición 21 de 24.
En junio de 2020, asumió como entrenador del primer equipo tras la salida de Diego Cocca.Dirigió la Copa de la Liga Profesional 2020, en la que integró la Zona 3 junto con River, Banfield y Godoy Cruz, obteniendo la posición 3° de 4° con 7 puntos. En la fase complementación, logró el primer lugar de 6 equipos con 10 puntos, producto de 3 victorias, 1 empate y 1 derrota. Luego de esto perdió la final de la Fase complementación por 3-1 con Vélez Sarsfield.En 2021, en la Copa de la Liga, logró la 8ª posición de 13. Sin embargo, fue derrotado 4-1 por Platense en la última jornada y se quedó sin posibilidades de avanzar a la siguiente instancia.
Luego de eso dirigió la Copa Sudamericana, donde quedó eliminado frente a Red Bull Bragantino en los cuartos de final.El 20 de marzo de 2022, fue despedido de su cargo después de perder ante Newell's Old Boys en el clásico rosarino.

#### Unión
El 26 de junio de 2023, fue oficializado como nuevo entrenador de Unión.El 25 de noviembre, su equipo derrotó a Tigre por 1-0 y aseguró la permanencia en la máxima división del fútbol argentino.Un año más tarde, logró la clasificación a la Copa Sudamericana con una jornada de anticipación.El 14 de diciembre de 2024, extendió su contrato hasta diciembre de 2025. No obstante, en abril de 2025, anunció su salida del cargo después de una serie de malos resultados.

#### Platense
El 17 de junio de 2025, asumió al frente de Platense.

## Selección nacional
Debutó en la selección de fútbol de Argentina en 1995, disputó un total de 56 partidos y convirtió 9 goles. Jugó 15 partidos por las eliminatorias del Mundial 2002 y participó del Mundial de Corea y Japón. Disputó 11 partidos por las eliminatorias del Mundial 2006 sin embargo no fue convocado para el mismo. Jugó 2 Copas América, y ganó la medalla de oro en los Juegos Olímpicos de 2004 en Atenas (fue uno de los 3 jugadores mayores de 23 años en ser convocados). Su último partido defendiendo la camiseta de su país fue el 12 de octubre de 2005 en la derrota por 1 a 0 ante Uruguay.

### Participaciones en Copas del Mundo
| Mundial                        | Sede          | Resultado     | Partidos | Goles |
| ------------------------------ | ------------- | ------------- | -------- | ----- |
| Copa Mundial de Fútbol de 2002 | Corea y Japón | Primera Ronda | 3        | 0     |

### Participaciones en Copas América
| Copa              | Sede     | Resultado        | Partidos | Goles |
| ----------------- | -------- | ---------------- | -------- | ----- |
| Copa América 1999 | Paraguay | Cuartos de final | 4        | 1     |
| Copa América 2004 | Perú     | Subcampeón       | 6        | 3     |

### Participaciones en Juegos Olímpicos
| Juegos Olímpicos         | Sede   | Resultado      | Partidos | Goles |
| ------------------------ | ------ | -------------- | -------- | ----- |
| Juegos Olímpicos de 2004 | Grecia | Medalla de Oro | 6        | 1     |

## Estadísticas
Datos actualizados al fin de la carrera deportiva.
| Club                      | Div.            | Temporada       | Liga  | Liga  | Copas nacionales(1) | Copas nacionales(1) | Torneos internacionales(2) | Torneos internacionales(2) | Total | Total | Media goleadora(3) |
| Club                      | Div.            | Temporada       | Part. | Goles | Part.               | Goles               | Part.                      | Goles                      | Part. | Goles | Media goleadora(3) |
| ------------------------- | --------------- | --------------- | ----- | ----- | ------------------- | ------------------- | -------------------------- | -------------------------- | ----- | ----- | ------------------ |
| Rosario Central Argentina | 1.ª             | 1993-94         | 21    | 2     | —                   | —                   | —                          | —                          | 21    | 2     | 0.1                |
| Rosario Central Argentina | 1.ª             | 1994-95         | 30    | 5     | —                   | —                   | —                          | —                          | 30    | 5     | 0.17               |
| Rosario Central Argentina | Total 1.ª etapa | Total 1.ª etapa | 51    | 7     | 0                   | 0                   | 0                          | 0                          | 51    | 7     | 0.14               |
| Boca Juniors Argentina    | 1.ª             | 1995-96         | 36    | 3     | —                   | —                   | 3                          | 0                          | 39    | 3     | 0.08               |
| Boca Juniors Argentina    | 1.ª             | 1996            | 1     | 0     | —                   | —                   | —                          | —                          | 1     | 0     | 0,00               |
| Boca Juniors Argentina    | Total club      | Total club      | 37    | 3     | 0                   | 0                   | 3                          | 0                          | 40    | 3     | 0.08               |
| Real Zaragoza · España    | 1.ª             | 1996-97         | 30    | 3     | 4                   | 1                   | —                          | —                          | 34    | 4     | 0.12               |
| Real Zaragoza · España    | 1.ª             | 1997-98         | 31    | 6     | 7                   | 1                   | —                          | —                          | 38    | 7     | 0.18               |
| Real Zaragoza · España    | 1.ª             | 1998-99         | 29    | 6     | 1                   | 0                   | —                          | —                          | 30    | 6     | 0.2                |
| Real Zaragoza · España    | Total club      | Total club      | 90    | 15    | 12                  | 2                   | 0                          | 0                          | 102   | 17    | 0.17               |
| Valencia CF · España      | 1.ª             | 1999-00         | 31    | 2     | 2                   | 0                   | 17                         | 3                          | 50    | 5     | 0,10               |
| Valencia CF · España      | 1.ª             | 2000-01         | 22    | 3     | —                   | —                   | 14                         | 2                          | 36    | 5     | 0.14               |
| Valencia CF · España      | 1.ª             | 2001-02         | 26    | 3     | —                   | —                   | 6                          | 0                          | 32    | 3     | 0.09               |
| Valencia CF · España      | 1.ª             | 2002-03         | 13    | 0     | 1                   | 0                   | 6                          | 1                          | 20    | 1     | 0.05               |
| Valencia CF · España      | Total club      | Total club      | 92    | 8     | 3                   | 0                   | 43                         | 6                          | 138   | 14    | 0.1                |
| Inter de Milán · Italia   | 1.ª             | 2003-04         | 21    | 0     | 4                   | 0                   | 7                          | 0                          | 32    | 0     | 0,00               |
| Inter de Milán · Italia   | 1.ª             | 2004-05         | 14    | 0     | 5                   | 0                   | 2                          | 0                          | 21    | 0     | 0,00               |
| Inter de Milán · Italia   | 1.ª             | 2005-06         | 15    | 0     | 4                   | 0                   | 2                          | 0                          | 21    | 0     | 0,00               |
| Inter de Milán · Italia   | Total club      | Total club      | 50    | 0     | 13                  | 0                   | 11                         | 0                          | 74    | 0     | 0,00               |
| Rosario Central Argentina | 1.ª             | 2006-07         | 31    | 4     | —                   | —                   | —                          | —                          | 31    | 4     | 0.13               |
| Rosario Central Argentina | 1.ª             | 2007-08         | 24    | 4     | —                   | —                   | —                          | —                          | 24    | 4     | 0.17               |
| Rosario Central Argentina | 1.ª             | 2008-09         | 26    | 3     | —                   | —                   | —                          | —                          | 26    | 3     | 0.12               |
| Rosario Central Argentina | Total 2.ª etapa | Total 2.ª etapa | 81    | 11    | 0                   | 0                   | 0                          | 0                          | 81    | 11    | 0.14               |
| San Lorenzo Argentina     | 1.ª             | 2009-10         | 32    | 0     | —                   | —                   | 5                          | 1                          | 37    | 1     | 0.03               |
| Rosario Central Argentina | 2.ª             | 2010-11         | 17    | 2     | —                   | —                   | —                          | —                          | 17    | 2     | 0.06               |
| Rosario Central Argentina | Total club      | Total club      | 149   | 20    | 0                   | 0                   | 0                          | 0                          | 149   | 20    | 0.13               |
| Total carrera             | Total carrera   | Total carrera   | 450   | 46    | 28                  | 2                   | 62                         | 7                          | 540   | 55    | 0.1                |

#### Resumen por competencia
| División               | Partidos | Goles | Promedio |
| ---------------------- | -------- | ----- | -------- |
| Ligas locales          | 450      | 46    | 0,10     |
| Copas nacionales       | 28       | 2     | 0,07     |
| Copas internacionales  | 62       | 7     | 0,11     |
| Selección olímpica     | 10       | 2     | 0,20     |
| Selección de Argentina | 56       | 9     | 0,16     |
| Total                  | 606      | 66    | 0,11     |

### Como entrenador
| Equipo                    | Div.                | Temporada           | Liga  | Liga | Liga | Liga | Liga |       | Copa | Copa | Copa | Copa  |   | Internacional | Internacional | Internacional | Internacional | Internacional |   | Otros | Otros | Otros | Otros |    | Totales | Totales     | Totales | Totales | Totales | Totales | Totales | Totales | Totales |
| Equipo                    | Div.                | Temporada           | Part. | G    | E    | P    | Pos. | Part. | G    | E    | P    | Part. | G | E             | P             | Pos.          | Part.         | G             | E | P     | Part. | G     | E     | P  | Puntos  | Rendimiento | GF      | GC      | Dif.    |         |         |         |         |
| ------------------------- | ------------------- | ------------------- | ----- | ---- | ---- | ---- | ---- | ----- | ---- | ---- | ---- | ----- | - | ------------- | ------------- | ------------- | ------------- | ------------- | - | ----- | ----- | ----- | ----- | -- | ------- | ----------- | ------- | ------- | ------- | ------- | ------- | ------- | ------- |
| Rosario Central Argentina | 1.ª                 | 2020-21             | -     | -    | -    | -    | -    | 13    | 5    | 2    | 6    | -     | - | -             | -             | -             | -             | -             | - | -     | 13    | 5     | 2     | 6  | 17/39   | 43.59%      | 18      | 20      | -2      |         |         |         |         |
| Rosario Central Argentina | 1.ª                 | 2021                | 25    | 9    | 5    | 11   | 16.° | 13    | 5    | 3    | 5    | 10    | 4 | 3             | 3             | 1/4           | -             | -             | - | -     | 48    | 18    | 11    | 19 | 65/144  | 45.14%      | 71      | 69      | +2      |         |         |         |         |
| Rosario Central Argentina | 1.ª                 | 2022                | -     | -    | -    | -    | -    | 7     | 2    | 1    | 4    | -     | - | -             | -             | -             | -             | -             | - | -     | 7     | 2     | 1     | 4  | 7/21    | 33.33%      | 6       | 9       | -3      |         |         |         |         |
| Rosario Central Argentina | Total               | Total               | 25    | 9    | 5    | 11   | -    | 33    | 12   | 6    | 15   | 10    | 4 | 3             | 3             | -             | -             | -             | - | -     | 68    | 25    | 14    | 29 | 89/204  | 43.62%      | 95      | 98      | -3      |         |         |         |         |
| Unión Argentina           | 1.ª                 | 2023                | 6     | 1    | 4    | 1    | 20.º | 14    | 3    | 7    | 4    | -     | - | -             | -             | -             | -             | -             | - | -     | 20    | 4     | 11    | 5  | 23/60   | 38.33%      | 12      | 14      | -2      |         |         |         |         |
| Unión Argentina           | 1.ª                 | 2024                | 27    | 11   | 7    | 9    | 9.º  | 15    | 5    | 5    | 5    | -     | - | -             | -             | -             | -             | -             | - | -     | 42    | 16    | 12    | 14 | 60/126  | 47.62%      | 44      | 42      | +2      |         |         |         |         |
| Unión Argentina           | 1.ª                 | 2025-A              | 13    | 3    | 3    | 7    | Inc. | 1     | 1    | 0    | 0    | 2     | 1 | 0             | 1             | Inc.          | -             | -             | - | -     | 16    | 5     | 3     | 8  | 18/48   | 37.5%       | 12      | 16      | -4      |         |         |         |         |
| Unión Argentina           | Total               | Total               | 46    | 15   | 14   | 17   | -    | 30    | 9    | 12   | 9    | 2     | 1 | 0             | 1             | -             | -             | -             | - | -     | 78    | 25    | 26    | 27 | 101/234 | 43.16%      | 68      | 72      | -4      |         |         |         |         |
| Platense Argentina        | 1.ª                 | 2025-C              | 5     | 1    | 3    | 1    | -    | 1     | 0    | 1    | 0    | -     | - | -             | -             | -             | -             | -             | - | -     | 6     | 1     | 4     | 1  | 7/18    | 38.89%      | 6       | 7       | -1      |         |         |         |         |
| Platense Argentina        | Total               | Total               | 5     | 1    | 3    | 1    | -    | 1     | 0    | 1    | 0    | -     | - | -             | -             | -             | -             | -             | - | -     | 6     | 1     | 4     | 1  | 7/18    | 38.89%      | 6       | 7       | -1      |         |         |         |         |
| Total en su carrera       | Total en su carrera | Total en su carrera | 76    | 25   | 22   | 29   | -    | 64    | 21   | 19   | 24   | 12    | 5 | 3             | 4             | -             | -             | -             | - | -     | 152   | 51    | 44    | 57 | 197/456 | 43.2%       | 169     | 177     | -8      |         |         |         |         |
| 1. 2.                     |                     |                     |       |      |      |      |      |       |      |      |      |       |   |               |               |               |               |               |   |       |       |       |       |    |         |             |         |         |         |         |         |         |         |

#### Resumen por competencia
| Torneo                        | PD  | G  | E  | P  | GF  | GC  | Dif. | Rendimiento | Mejor resultado          |
| ----------------------------- | --- | -- | -- | -- | --- | --- | ---- | ----------- | ------------------------ |
| Primera División de Argentina | 76  | 25 | 22 | 29 | 80  | 86  | -6   | 42.54%      | 9.º lugar                |
| Copa de la Liga Profesional   | 60  | 20 | 18 | 22 | 66  | 71  | -5   | 43.33%      | 8.º lugar                |
| Copa Argentina                | 4   | 1  | 1  | 2  | 6   | 8   | -2   | 33.33%      | Treintaidosavos de final |
| Copa Sudamericana             | 12  | 5  | 3  | 4  | 17  | 12  | +5   | 50%         | Cuartos de final         |
| Total                         | 152 | 51 | 44 | 57 | 169 | 177 | -8   | 43.2%       | Sin Títulos              |

## Palmarés

### Campeonatos nacionales
| Título              | Club     | País   | Año  |
| ------------------- | -------- | ------ | ---- |
| Supercopa de España | Valencia | España | 1999 |
| Primera División    | Valencia | España | 2002 |
| Copa Italia         | Inter    | Italia | 2005 |
| Supercopa de Italia | Inter    | Italia | 2006 |
| Serie A             | Inter    | Italia | 2006 |
| Copa Italia         | Inter    | Italia | 2006 |

### Copas internacionales
| Título           | Selección | Lugar  | Año  |
| ---------------- | --------- | ------ | ---- |
| Juegos Olímpicos | Argentina | Grecia | 2004 |

### Distinciones individuales
| Distinción                         | Año  |
| ---------------------------------- | ---- |
| Incluido en el Equipo del año UEFA | 2001 |

## Filmografía
- Reportaje Movistar+ (14/03/2016), «Fiebre Maldini: 'Kily González'» (enlace roto disponible en Internet Archive; véase el historial, la primera versión y la última). en Plus.es